# Baratier
Baratier è un comune francese di 529 abitanti situato nel dipartimento delle Alte Alpi della regione della Provenza-Alpi-Costa Azzurra.

## Società

### Evoluzione demografica
Abitanti censiti

## Amministrazione
Gemellaggi
- Crissolo